# Samsama chersonesia
Samsama chersonesia är en insektsart som beskrevs av William Lucas Distant 1906. Samsama chersonesia ingår i släktet Samsama och familjen lyktstritar. Inga underarter finns listade i Catalogue of Life.